# Ford Granada (Europa)
 For alternative betydninger, se Ford Granada. (Se også artikler, som begynder med Ford Granada)
Ford Granada var modelbetegnelsen for en stor mellemklassebil udviklet af Fords europæiske del, Ford of Europe. Modellen blev bygget i fire karrosseriversioner: 2- og 4-dørs sedan, 2-dørs coupé og 5-dørs stationcar. Modellen fandtes i tre generationer, i Storbritannien benævnt Mark I (1972-77), Mark II (1977-85) og Mark III (1985-94). Granada Mark III var dog alene det britiske navn for den nyudviklede Ford Scorpio, der i de første år blev markedsført i Storbritannien og Irland under det gamle mærke Granada.

## Granada Mark I (1972-77)
Ford havde i 1967 slået sine tyske og britiske aktiviteter sammen under selskabet Ford of Europe og arbejde hen imod at skabe fælles modeller på de to markeder. Fords store mellemklassebiler havde i Storbritannien været Ford Zephyr og i Vesttyskland Taunus P7-serien, og Ford of Europe ønskede at afløse disse modeller med en ny fælles stor mellemklassebil. Afløseren blev Ford Granada, der blev introduceret i marts 1972.
Ved introduktionen blev de billigere modeller af bilen solgt som Ford Consul, men fra 1975 blev alle modellerne solgt under mærket Granada. Ford Granada blev solgt i forskellige varianter, 2- og fire-dørs udgaver, coupé og stationcar.
De britiske udgaver af modellen blev leveret med det traditionelle britiske motorprogram (Ford Essex V4 og V6) og de tykse udgaver med Fords Taunus V4 eller Cologne V6. V4-motoren blev i 1974 afløst af række-4'eren "Pinto". 

## Granada Mark III (1985−94)
Mark III-udgaven af Ford Granada var i virkeligheden blot en Ford Scorpio med Granada-navnet. Denne blev kun markedsført i Storbritannien og Irland, mens den i resten af Europa gik under Scorpio-navnet. Det var den første massefabrikerede europæiske Ford med ABS.